# Кострома (нижняя)
Кострома нижняя — регулируемый водный объект в России, обособленный участок русла реки Кострома, отделённый от её основной части Костромским заливом Горьковского водохранилища. Находится в Костромском районе и в городском округе городе Кострома Костромской области. Устье расположено в 2547 км по левому берегу реки Волга от её устья (Горьковское водохранилище). Вода из реки перекачивается насосом в Горьковское водохранилище:157, разница уровней составляет около 10 метров. Длина — 27 км. Крупнейший приток — Узакса, впадающая справа в 14 км от устья.
Участок реки, его притоки и ряд озёр не были затоплены водохранилищем, поскольку обвалованы дамбами:157. Такое решение было принято для сохранения ценных сельскохозяйственных угодий:157.
Имеет 8 притоков длиной менее 10 км, их общая длина — 15 км. На водосборе находится 29 водоёмов общей площадью 7,2 км².
После создания в 1955—1956 годах Горьковского водохранилища на Волге в низовьях реки Кострома образовался его Костромской залив (также называемый Костромским водохранилищем), соединённый с основной частью водохранилища проливом выше устья Костромы. Низовья реки ниже Костромского залива фактически стали отдельным водотоком, ограниченным сверху Идоломской дамбой и снизу плотиной в черте города Кострома. Абсолютная высота Горьковского водохранилища — 84,3 м, высота данного водотока — 77,5 м.

## Течение

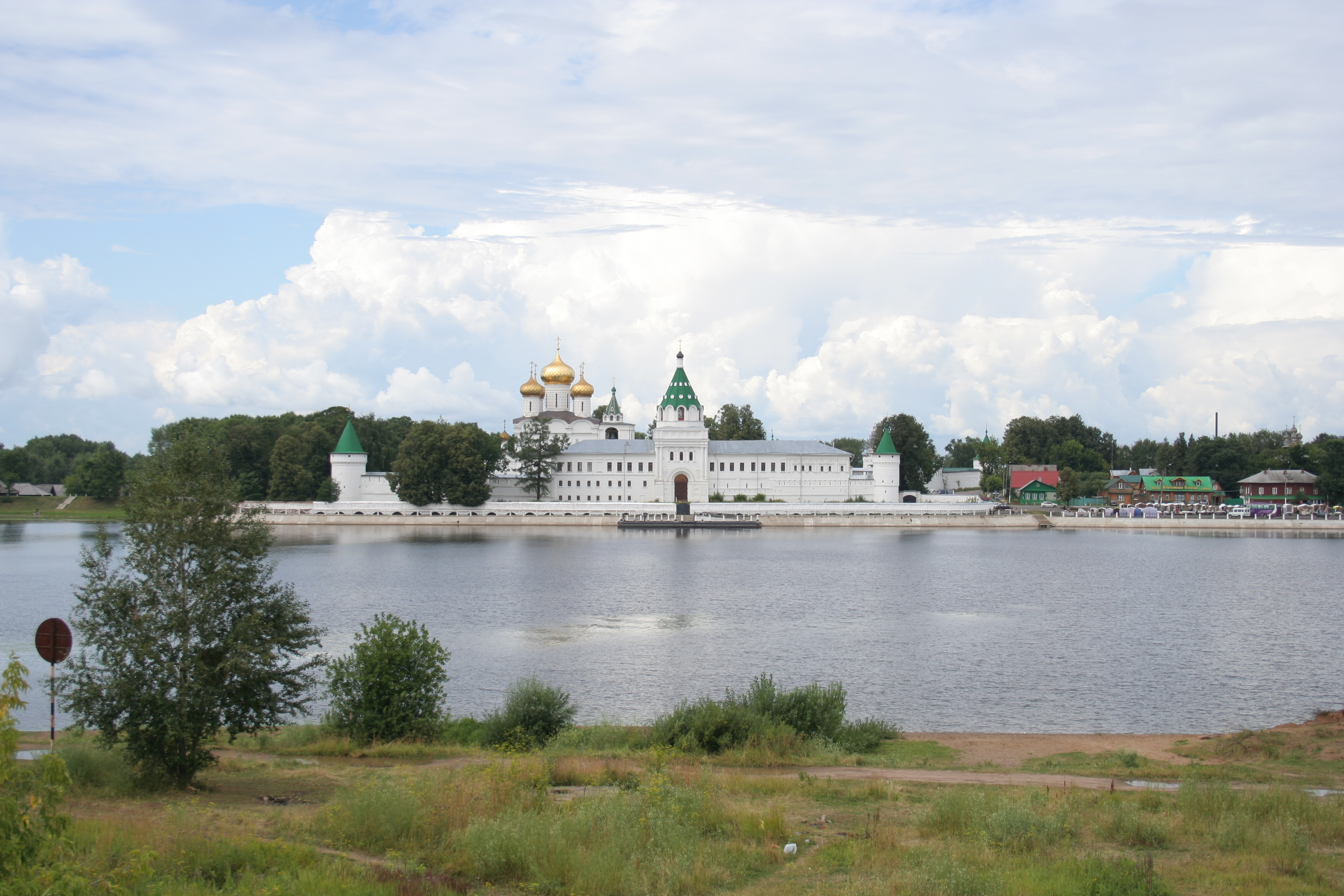
Вид на Ипатьевский монастырь на реке Костроме

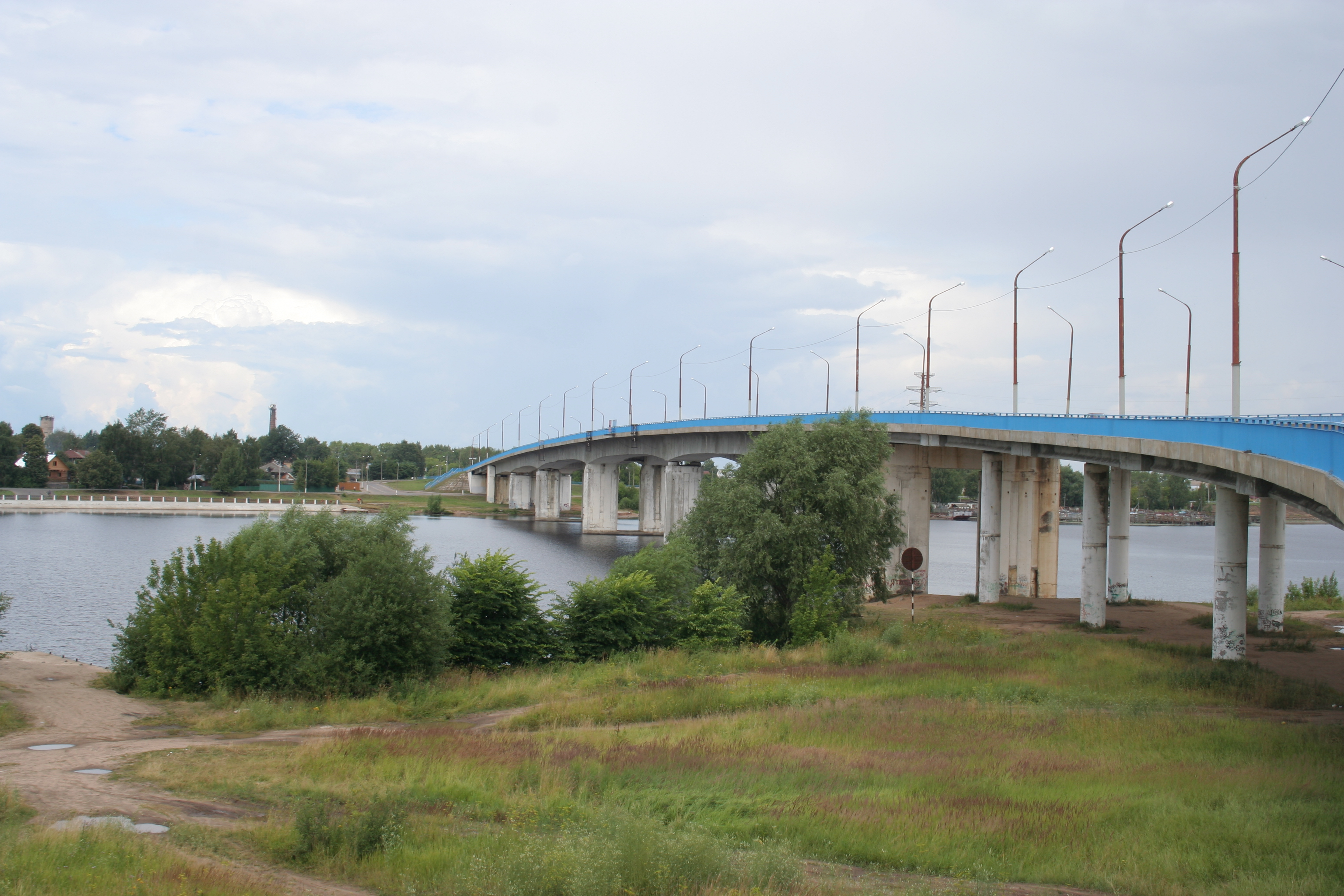
Автопешеходный мост через реку Кострому в городе Костроме

Начинается у посёлка Прибрежный и идёт в целом на юг, сильно петляя. Далее проходит около садовых участков на левом берегу, после которых принимает слева речку Борисовку. В среднем течении недалеко от Костромы находятся озёра: правый берег — Турово, Каменик, Сатовое, Шерехово и др.; левый берег — Воловское, Сорожье. Справа принимает реку Узакса. Далее на берегах расположены сельские населённые пункты: правый берег — Шунга, Яковлевское (автопешеходный мост), Малый Борок, Захарово, Казанка; левый берег — Аганино.
Затем, сначала по левому берегу, начинается город Кострома — проходит жилой Речной проспект, после которого начинается промышленная зона. По правому берегу город начинается только у плотины, после которой проходят улицы Заречная и Береговая. На правом берегу расположен Ипатьевский монастырь. На левом берегу после плотины продолжается промышленная зона, за которой расположена основная часть города. После плотины находится уже фактически залив Горьковского водохранилища, через него перекинут автопешеходный мост; сразу после плотины слева начинается Нагорный канал, идущий коротким путём на север в Костромской залив Горьковского водохранилища. У выхода в Волжское русло находится несколько мелких островов.

## Данные водного реестра
По данным государственного водного реестра России относится к Верхневолжскому бассейновому округу, водохозяйственный участок реки — Волга от Рыбинского гидроузла до города Кострома, без реки Кострома от истока до водомерного поста у деревни Исады, речной подбассейн реки — Волга ниже Рыбинского водохранилища до впадения Оки. Речной бассейн реки — (Верхняя) Волга до Куйбышевского водохранилища (без бассейна Оки).
Код объекта в государственном водном реестре — 08010300212110000013201.